# Wiline
Wiline (ukr. Віліне, ros. Вилино, krymskotat. Bürlük) – wieś w rejonie bachczysarajskim w Republice Autonomicznej Krymu na Ukrainie.
Wieś położona jest w północno-zachodniej części rejonu. Liczy 6 913 mieszkańców.